# Turvânia
Turvânia, amtlich portugiesisch Município de Turvânia, ist eine kleine brasilianische, politische Gemeinde im Bundesstaat Goiás mit einem großen Gemeindegebiet. Sie liegt westlich der brasilianischen Hauptstadt Brasília und von Goiânia, der Hauptstadt des Bundesstaates.
Der Ort und sein Umland bildete ursprünglich den Distrito de Turvânia innerhalb des Munizips Anicuns und wurde durch Bundesstaatsgesetz Nr. 2.112 vom 14. November 1958 als selbständige Gemeinde ausgegliedert. Die Gemeinde hatte laut Schätzung des IBGE zum 1. Juli 2018 4633 Einwohner auf einer Gesamtfläche von rund 481 km², was rechnerisch eine Bevölkerungsdichte von unter 10 Bewohnern pro km² ergibt. Die Bevölkerungszahl ist nach der letzten Volkszählung 2010 leicht rückläufig.
Zur Gemeinde Turvânia gehört auch die Ortschaft Fernandópolis. Stadtpräfekt wurde bei der Kommunalwahl 2016 für die Amtszeit 2017 bis 2020 Fausto Mariano da Silva des PMDB.

## Geographische Lage
Turvânia grenzt
- im Norden an die Gemeinden São Luís de Montes Belos und Anicuns
- im Osten an Nazário
- im Südosten an Palmeiras de Goiás
- im Süden an Palminópolis
- im Westen an Firminópolis

Das Klima ist nach der Klimaklassifikation nach Köppen und Geiger Aw, die Durchschnittstemperatur beträgt 24,1 °C, die Jahresdurchschnittsmenge 1517 mm Niederschlag.